# Kuća na Fošalu 12 u Omišu
Kuća u gradiću Omišu, adresa Fošal 12, predstavlja zaštićeno kulturno dobro.

## Opis dobra
Sagrađena u 20. stoljeću. Kuća je pročeljem okrenuta prema Fošalu. Sastoji se od prizemlja i jednog kata. Pročelja su vertikalno raščlanjena. Završni vijenac je profiliran, s atikom koja je ukrašena medaljonima s reljefima i girlandama. Kuća ima dvostrešni krov pokriven kupom kanalicom. Žbukana je. Zgrada je s reljefnim štuko ukrasima na pročelju, skladan primjer neoklasicističke građevine s elementima secesije.

## Zaštita
Pod oznakom Z-5476 zavedena je pod vrstom "nepokretno kulturno dobro - pojedinačno", pravna statusa zaštićena kulturnog dobra, klasificirano kao "javne građevine".